# Илюхина, Екатерина Сергеевна
Илюхина Екатерина Сергеевна (19 июня 1987, Новосибирск) — российская сноубордистка, выступавшая в параллельном гигантском слаломе, параллельном слаломе и сноуборд-кроссе. Серебряный призёр Олимпийских игр 2010 в параллельном гигантском слаломе. Заслуженный мастер спорта России. Обладательница Кубка Европы по сноуборду сезона 2006/07, бронзовый призёр чемпионата мира среди юниоров 2007 в параллельном слаломе, трёхкратная чемпионка России по сноуборду в параллельном слаломе и параллельном гигантском слаломе. Личные тренеры Тихомиров Д. В., Максимов А. В.

## Биография
Как многие сноубордисты, изначально занималась горнолыжным спортом, затем перешла в сноуборд. В начале карьеры, помимо параллельных видов, соревновалась также в сноубордкроссе, в этом виде стала бронзовым призёром чемпионатов России 2003 и 2005 годов. В своих профильных дисциплинах Екатерина также собрала целый ряд медалей чемпионатов России: «золото» (2009), «серебро» (2011) и две «бронзы» (2006, 2010) в параллельном слаломе гиганте, а также два «золота» (2010, 2011) два «серебра» (2005, 2009) и одну «бронзу» (2007) в параллельном слаломе.
На этапах Кубка Европы Илюхина Екатерина одержала 10 побед в различных дисциплинах, 6 раз становилась призёром. Лучшим стал сезон 2006/07, когда Екатерина 7 раз поднималась на подиум, из них 5 раз на 1-е место.
На Кубке мира дебютным для Илюхиной стал этап в местечке Бардонеккья, Италия, 11 марта 2004 года.
На чемпионате мира среди юниоров 2007 в австрийском Бадгастайне Екатерина Илюхина завоевала бронзу в параллельном слаломе и стала 6-й в параллельном гигантском слаломе.
В сезоне 2010/11 Екатерина впервые поднялась на подиум, став третьей в соревнованиях по параллельному слалому на этапе в Лимоне-Пьемонте, Италия, 10 декабря 2010 года.
В 2010 году на зимних Олимпийских играх в Ванкувере Екатерина Илюхина завоевала серебро в параллельном гигантском слаломе. В квалификации показала 4-е время. По пути к финалу Екатерина обыграла американку Мишель Горгон, серебряного призёра Олимпийских игр 2006 Амели Кобер из Германии и чемпионку мира 2009 Марион Крайнер из Австрии. В финале соревнований Екатерина Илюхина уступила по сумме двух заездов 0,23 секунды Николин Сауэрбрей из Голландии. Эта награда стала первой для России в данном виде спорта на Олимпийских играх.
На зимних Олимпийских играх 2014 в Сочи в параллельном слаломе стала 29-й, в параллельном гигантском слаломе — 12-й.
В 2018 году Екатерина Илюхина не смогла отобраться на Олимпийские игры в Пхёнчхан.
30 января 2018 года объявила о завершении спортивной карьеры и желании сосредоточиться на семье в ожидании рождения ребенка.
11 апреля 2019 года родила девочку.

## Призовые места на этапах кубка мира

### 3-е место
- 10 декабря 2010, Лимоне-Пьемонте, Италия

## Результаты на этапах Кубка Европы и мира

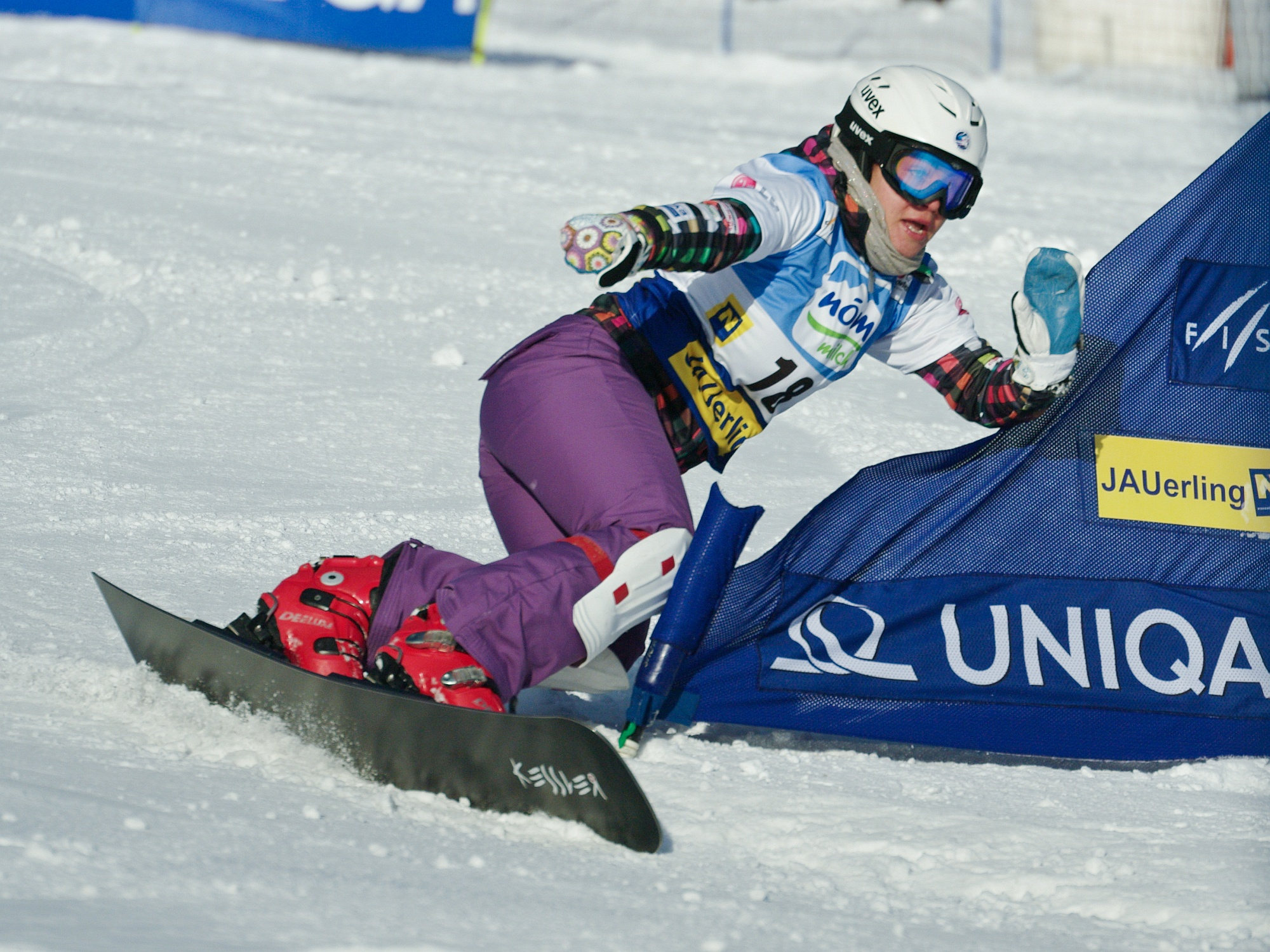
Екатерина Илюхина на квалификации этапа Кубка мира, 13 января 2012 года

### Зачёт Кубка Европы по сноубордингу в параллельных видах
- 2003/04 — 59-е место (123 очка)
- 2004/05 — 28-е место (345 очков)
- 2005/06 — 7-е место (1332 очка)
- 2006/07 — 1-е место (4025 очков)
- 2007/08 — 20-е место (795 очков)
- 2008/09 — 26-е место (790 очков)
- 2009/10 — 9-е место (1250 очков)

### Зачёт Кубка мира по сноубордингу в параллельных видах
- 2004/05 — 62-е место (45 очков)
- 2005/06 — 54-е место (98 очков)
- 2006/07 — 37-е место (338 очков)
- 2007/08 — 33-е место (720 очков)
- 2008/09 — 32-е место (740 очков)
- 2009/10 — 14-е место (2170 очков)
- 2010/11 — 14-е место (2076 очков)
- 2011/12 — 19-е место (1400 очков)
- 2012/13 — 22-е место (970 очков)
- 2013/14 — 9-е место (1830 очков)
- 2014/15 — 22-е место (1100 очков)
- 2015/16 — 19-е место (960 очков)
- 2016/17 — 35-е место (409,40 очков)
- 2017/18 — 34-е место (428 очков)

### Зачёт Кубка мира по сноуборду в сноуборд-кроссе
- 2003/04 — 74-е место (26 очков)

## Вне спорта
Студентка Кузбасской государственной педагогической академии.
Хобби — коллекционирование керамических изделий.
В 2010 году Екатерина Илюхина была включена в состав комиссии спортсменов Олимпийского комитета России.
Летом 2012 года в числе восьми россиян участвовала в эстафете Олимпийского огня.

## Награды и звания

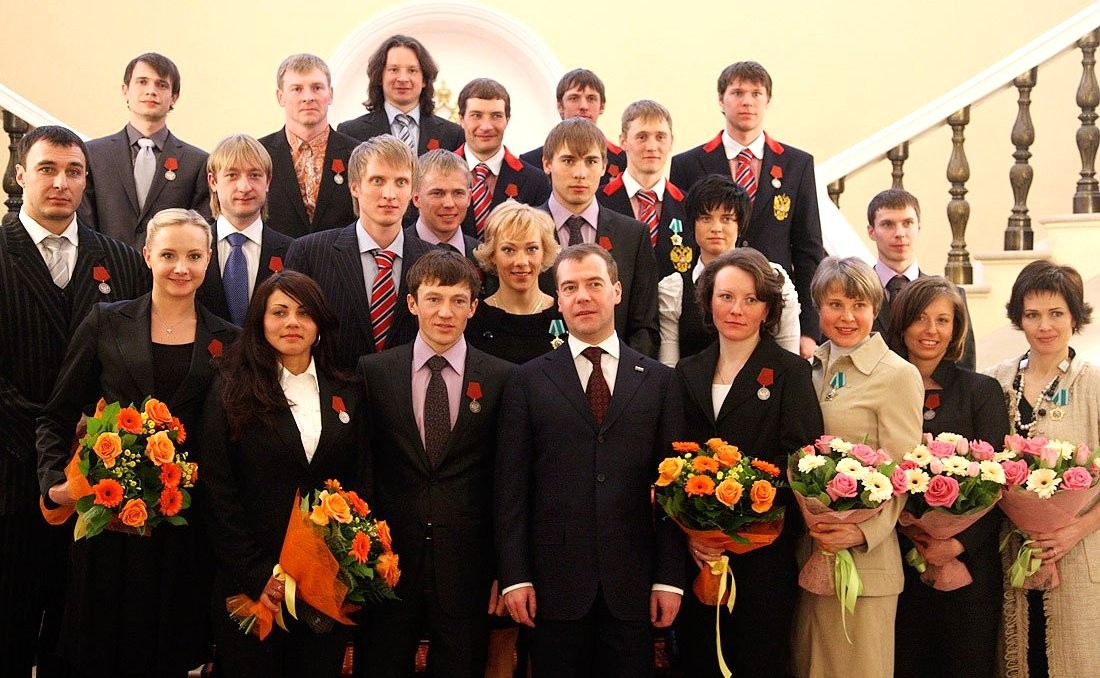
БКД: Президент России Дмитрий Медведев с чемпионами и призёрами Олимпийских игр 2010 года в Ванкувере, 15 марта 2010 года

- Медаль ордена «За заслуги перед Отечеством» II степени (5 марта 2010 года) — за большой вклад в развитие физической культуры и спорта, высокие спортивные достижения на Играх XXI Олимпиады 2010 года в Ванкувере[9]
- Заслуженный мастер спорта России (2010)[10]